# Beyoncé: Live at Wembley
Albums de Beyoncé Knowles
The Beyoncé Experience Live
(2007)
Beyoncé: Live at Wembley est un DVD/CD de la chanteuse américaine de R'n'B Beyoncé Knowles qui est sorti le 27 avril 2004. Le DVD présente son concert au Wembley Arena à Londres au Royaume-Uni dans le cadre de son Dangerously in Love World Tour.

## Listes des pistes du concert en DVD
1. Baby Boy : 4:58
2. Naughty Girl : 4:12
3. Fever : 5:57
4. Hip Hop Star : 4:31
5. Yes : 4:11
6. Work It Out : 3:47
7. Gift from Virgo : 3:15
8. Be with You : 3:58
9. Speechless : 5:00
10. DC Medley : 10:43
  1. Bug a Boo
  2. No, No, No Part 2
  3. Bootylicious
  4. Jumpin', Jumpin'
  5. Say My Name
  6. Independent Women Part I
  7. '03 Bonnie & Clyde
  8. Survivor
11. Me, Myself and I : 5:14
12. Summertime : 5:30
13. Dangerously in Love : 8:34
14. Crazy in Love : 8:03
15. Crédits (Naughty Girl) : 1:45

## Bonus sur le DVD
1. Coulisses : 8:38
2. Mise en scène/Chorégraphie : 5:51
3. Dressing de Beyoncé : 5:48
4. Meilleures moments du spectacle : 3:06
5. Beyoncé - Artiste solo : 3:25
6. Une journée à Londres : 4:58
7. Rencontre avec les fans : 2:58
8. Une conversation avec Beyoncé : 16:26
9. Live de Crazy in Love des BRIT Awards 2004 : 3:42
10. Publicité L'Oréal  : 0:31
11. Mise à jour Destiny's Child : 0:17

## Liste des pistes du CD
1. Wishing on a Star (Billie Rae Calvin) : 4:09
2. What's It Gonna Be (Beyoncé Knowles, LaShaun Owens, Karrim Mack, Corte Ellis, Larry Troutman, Roger Troutman, Kandice Love) : 3:37
3. My First Time (Knowles, Pharrell Williams, Chad Hugo) : 4:25
4. Krazy in Luv (Maurice's Nu Soul Remix) (Knowles, Rich Harrison, Shawn Carter, Eugene Record) : 6:28
5. Baby Boy (Junior's World Mixshow) (Knowles, Scott Storch, Robert Waller, Carter) : 6:39
6. Naughty Girl (Calderone Quayle Club Mix) (Knowles, Storch, Waller, Angela Beyincé, Pete Bellotte, Giorgio Moroder, Donna Summer) : 9:38
Pistes bonus pour le Japon[1]
7. Naughty Girl (avec Lil' Kim) : 3:51
8. Naïve (HR Crump Remix, duo de Solange Knowles avec Beyoncé et Da Brat) : 3:40

## Réception
Le DVD s'est vendu à 264 000 exemplaires aux États-Unis selon Nielsen SoundScan. Au 6 octobre 2010, Beyoncé: Live at Wembley s'est vendu à 197 000 exemplaires numériques.

## Classements
| Classement (2004)                | Meilleure position |
| -------------------------------- | ------------------ |
| Italie                           | 5                  |
| Japon                            | 8                  |
| Suisse                           | 73                 |
| Royaume-Uni                      | 2                  |
| Billboard 200                    | 17                 |
| Billboard Top R&B/Hip-Hop Albums | 8                  |

| Classement (2010) | Meilleure position |
| ----------------- | ------------------ |
| Italie            | 5                  |